# Dezső Tandori
Dezső Tandori (* 8. Dezember 1938 in Budapest; † 13. Februar 2019) war ein ungarischer Schriftsteller, Dichter, Übersetzer, Zeichner und Performance-Künstler, der in seinem Heimatland besonders angesehen war.

## Leben und Werk
Bereits im Alter von sechs Jahren erhielt Tandori Deutschunterricht, so dass er neben seiner Muttersprache und russisch mehrsprachig aufwuchs. Er studierte Hungarologie und Germanistik an der Loránd-Eötvös-Universität in Budapest. 
Seine Berufstätigkeit begann er als Übersetzer deutscher Literatur (Brigitta von Stifter, Rilke und Kafka) und Philosophie (Hegels Ästhetik) ins Ungarische. Er hatte Aufträge für epische Werke, Dramen, Novellen, aber auch Lyrik und für theoretische Schriften. Von ihm liegt eine Übersetzung der Edda und des Parzival vor. Er übersetzte literarische Werke von Thomas Bernhard, Franz Werfel, Ernst Toller, Peter Hacks und Hans Erich Nossack, die Novellen Lola, Blutrot passepartiert und Die Späherin von François Maher Presley, aber auch Schriften von Immanuel Kant, Theodor W. Adorno und vom Kunsttheoretiker Werner Hofmann die „Grundlagen der modernen Kunst“.
1968 veröffentlichte er sein Erstlingswerk, den Gedichtband Töredék Hamletnek („Fragment für Hamlet“). Daneben verfasste er auch Erzählungen, Romane, Kinderbücher und Essays.

## Werke auf Deutsch
- Stafette – Prosa und Dichtungen. Übersetzung Christine Rácz. Nachwort Julianna Deréky. Wieser Verlag, Klagenfurt 1994
- Startlampe ohne Bahn. Übersetzung Christine Rácz. Nachwort Julianna Deréky. Literaturverlag Droschl, Graz 1994
- Langer Sarg in aller Kürze. Evidenzgeschichten. Übersetzung Hans-Henning Paetzke. Amman Verlag, Zürich 1997

## Auszeichnungen
- Attila-József-Preis, 1978
- Év Könyve jutalom („Buch des Jahres“ 1985)
- Déry Tibor-jutalom („Tibor Déry-Preis“, 1986)
- Kossuth-Preis (1998)
- Komtur mit Stern des Verdienstordens der Republik Ungarn (2009)